# Castillo de Heby
El Castillo de Heby es una mansión en el municipio de Gnesta en Södermanland, Suecia. La finca se extiende entre el lago Klämmingen y Nyckelsjön. El edificio principal fue construido en torno a 1780 según los dibujos del arquitecto Erik Palmstedt (1741-1803). Es de dos plantas y está construido con ladrillo revocado en estilo Gustaviano.